# HIGH SCORE
『HIGH SCORE』（ハイスコア）は、津山ちなみによる日本の漫画作品。津山のデビュー作にして代表作である。

## 概要
『りぼん』（集英社）1995年4月号から連載されており、2022年7月現在、同誌で最長の連載作品であり、2015年りぼん4月号で連載20周年を迎えた。わがまま美少女・藤原愛実（ふじわら めぐみ）をはじめとするアクの強いキャラクターのおかしな日常を、4コマ漫画で描く。単行本は2022年7月25日現在、同社のりぼんマスコットコミックスより21巻まで刊行されている。また、2010年には連載15年を祝して、ファンブック「HIGE SCORE（ヒゲスコア）」が9巻と同時に刊行。
基本はギャグだが、最近ではキャラの複雑な人間関係や恋愛要素がメインとなって話が展開されることも多くなってきている。
作風としては、ヴァイオレンスとエロがふんだんに盛り込まれているのが特徴である。半裸の男女（特に主人公）による絡みのシーンも多い。コミックス1巻や2巻などでは「王道清純派少女漫画雑誌でこんなネタを出すなんて」と自虐的に作者が語ることが多かったが、近年はそういったコメントは特に語られなくなっている。
1年の経過に関しては季節は移るが登場人物は加齢しない方式で、クリスマスやバレンタインなどのイベントは毎年のように扱われている。一方、3年生の進路に関わる話題は連載初期に1回あっただけで、それ以降は2年生の修学旅行ネタも一度も扱われたことがない。
コミックス1・2・4巻の表紙は作中のキャラ「多摩先生」のドアップという強烈なものであるのに対し、3・5巻以降の表紙はごく普通のイラストとなっているが、16巻で久々に「多摩先生」が表紙を飾った。
2011年7月にテレビアニメ化が発表され、同年11月よりキッズステーションにて放送された。
2015年8月にはコミックス14巻発売と連載20周年を記念し東京都新宿区のカフェ＆バー・アニON STATIONにてコラボイベントが二日間に渡り開催された。

## 登場人物

### 首引高関係者

#### 2年生
※めぐみ・香織・えみか・沙夜・嵐士・泉水・京介・ミッキーは全員2-A。
藤原愛実（ふじわら めぐみ）
声 - 喜多村英梨
首引高校三大美少女の一人。本作の主人公で超絶美少女。少女漫画の主人公ながらも、わがまま、贅沢、遊び好き、と性格は非常に悪い。それゆえ、もはや「小悪魔」を通り越して「大魔王」と呼ばれる。戦闘能力は猛獣級。大の勉強嫌いで万年優等生だった母親とは正反対で成績は非常に悪く、勉強面以外でもお馬鹿。
日課は「リカちゃんいじり」。趣味は「内気なメガネ君狩り」。得意技は“プリティー・サンダー・シェイキング（首絞めダンス）”。ピッチフォークのような棒を所持しており、誰かを攻撃する際にはよく用いている。
母譲りの誰もが認める美貌と細身に巨乳という抜群のスタイルの持ち主で、外に出ると多くの男達が寄ってくる。めぐみ自身も外見には絶対的な自信を持っており、見た目を武器に男達を思い通りに操ることに関しては計算高い。プライドが高い、負けず嫌い、自分大好きなナルシストという点では政宗と共通している。政宗とはナルシスト同士、お互い自分自身の美しさを張り合って、喧嘩をすることが多い。
現在の彼氏は政宗だが、他の男ともデートを繰り返している。しかしその際の扱いの悪さから、学校内外に「藤原めぐみ被害者の会」が存在する。毎日大量に贈られる「貢ぎ物」の7割は嫌がらせによるもの。政宗のために手編みのセーターを作ろうとしたり、彼の中学時代からの悪友・常盤津に対抗意識を抱くなど、政宗に対してそれなりの愛情はもっている模様。また、政宗のことは「先輩」ではなく「先パイ」と呼ぶ。
めぐみが6歳の時に当時7歳だった政宗と実はすでに出会っていた。が、本人も政宗も出会った覚えがある気はしているが、はっきりとは覚えていないため、それは前世の記憶なのではないかと互いに思い込んでいる。
気に入らない後輩（主に女生徒）をシメることも多く、リカはその犠牲者の筆頭である。しかしながら、本気で嫌っているわけではなく、どんなにいじめてもへこたれない打たれ強さをむしろ気に入っている。
当初はいじめていたが、悪事を働いた時に、大門から逃げるため顔を隠して校内をうろついていた際に転び、その時偶然近くにいたリカに心配され、普段は自分を嫌うリカが優しくしてくれたことに喜びを覚える。以来購買の紙袋を被って正体を隠し、ボディガードのように痴漢や不良を追い払うなどして、リカに「購買の紙袋さん」と呼ばれて慕われ、友達として仲良くなった。近頃は、リカの家に呼ばれるなどさらに親密な関係になっている。
紙袋には目の穴だけが空いており、被る際には髪を縛っている。また、正体がバレないように声も出さず、リカとは携帯のメール機能を使って会話をしている。紙袋はリカと接する時だけでなく、ビーチでも日焼け防止グッズとして使っている。被った際の見た目の怪しさから、首から下はどんな格好をしても言い寄られることはないが、代わりに警察に職務質問をされるなどしている。一時期購買で紙袋が品切れになり、ビニール袋になった際には、代替策として「トイレットペーパーの芯さん」が生まれた。
他人の扱いは乱暴だが、自分の親しい人とは愛情を持って接する。香織とは幼馴染だが、性格上女友達はほぼいない。香織は数少ない女友達であり、そのため誰よりも香織を最優先している（次点でリカ、そして政宗と続く様子）。香織が政宗が欲しいと言ったら、譲り渡すと発言している。
初恋の相手は実父・麗二。今でも一緒に風呂に入っている。父には甘える一方、母・景織子には頭が上がらない。
昔から両親が共働きのため、幼少時はいとこの羽柴家に預けられることが多かった。そのため嵐士を「兄」のように慕い子供のように甘えているが、香織の彼への想いを打ち明けられてからは恋人としての対象からは外すようになった。反面、その弟・泉水とは犬猿の仲。単行本8巻で彼が左隣の席になり、さらに縁の悪さが進行している。
料理は殺人的に下手。手料理を食べた父親をICU送りにしたこともある。なんにでもマヨネーズをかけて食べるらしい（政宗談）。
泉水の描いた似顔絵を上手に描き直したり、モコ（作中に登場する漫画のキャラクター）の絵を政宗にほめられたりしているため、泉水と違って（羽柴泉水の項参照）絵はそれなりに上手い様子。
「邪悪」であるため魔除けの札やお払いの類に非常に弱い。
連載当初、髪はウェーブであったが、現在はストレート。髪色は淡いピンク。
私服は肌の露出が多い。服装違反の常習者だったが、紙袋を被る際リカに正体がバレてしまわないよう、最近は控えめになっている。
携帯の待ち受けは自分の笑顔。好きなタイプは「めぐみのために死ねる人」。
母親の影響もあって美に対する姿勢だけはストイックなのだが、その肉体保持のトレーニング方法が奇抜すぎるために『残念すぎる美少女』という通り名が付けられている。その中でも代表的なものはブリッジで、家ではブリッジで階段を登り降りするという運動をしている。ちなみに家族も同様の運動をしている。太った際のダイエットとしても、学校でブリッジで教室移動したり、冬休み中ずっと（初詣の時も）ブリッジで生活するなどしている。
母親に護身術として習わされていたため、合気道・空手も特技。かなりの力持ちで、相撲部の生徒も投げ飛ばせる。水着女子格闘技大会「ビーチクイーンコンテスト」第8回大会で優勝、第10回大会（歴代優勝者大会）では3位だったが、本人はとても悔しがっていた。
バレンタインデーでは、ミッキーが「市販のチョコをデコレーションしたらどうだ」ということを言われたことから、マーブルチョコ一個一個にチョコペンで文字を書いて、一個一個バラバラに袋に入れて政宗に渡し、困らせていた。
嵐士の「○×遊園地ではベロンガ将軍がとても人気」という発言を否定している。しかし実際は大人気で政宗も3万円するマスクを持っているほど。
公式ファンブック「HIGE SCORE」で行われたHIGH SCOREキャラクター人気投票において本作のヒロインとしての面目躍如を果たし堂々の第1位を獲得。
この人気投票のアンサー企画として、1位のめぐみと15位のミッキー・ポチとの描き下ろし4コマが「HIGE SCORE」内に描かれている。
誕生日は10月14日。天秤座。A型。身長160cm。体重42kg。スリーサイズはB86、W52、H84。Eカップ。
立花香織（たちばな かおり）
声 - 葉山いくみ
めぐみの幼馴染みで親友。演劇部所属。嵐士のことが好き。めぐみの良き理解者でもある。
おまじないや占いが大好きだが、その内容は不可解なものが多くゴンちゃんを召喚するきっかけにもなり、常磐津と仲良くなれたきっかけにもなった。「月刊乙女ちっくおまじない」を愛読している。
昔は嵐士と共に行動することが多かったが、現在は泉水と行動することが多い。
父親は画家（ただし香織は父の描く絵が芸術的過ぎて理解できずにいる）。箱入り娘。
手先が不器用で裁縫や料理、絵は苦手。バレンタインは嵐士のために毎年チョコを作ってはいるものの、その腕前から「何だか気持ち悪い物」を作ってしまったことがある。
登場する女子学生で1、2を競うほど小柄な少女で、スタイルも平凡さが目立ってしまい、本人はそれを気にしている描写が多々ある。その外見に反して包容力は大きく、めぐみ・京介の奔放かつ過激な生活や常盤津の荒んだ過去を聞いても、その親交を遠ざけることはない。ただし、嵐士の猟奇的な嗜好に対してだけはいささか怯みがちである。また、嵐士のバイト内容を聞いたときは最初驚いていたが、「○×遊園地でベロンガの格好をしてもいい」といっている。
ゴンちゃんのために、時々「学校での泉水」の報告をゴンちゃんにしている。主にズッコケ話が多く、ゴンちゃんを怒らせている。
めぐみが出場した「第10回ビーチクイーンコンテスト」ではめぐみの希望により「☆めぐみがんばれ☆」という応援幕を作ってきたが、泉水が飲み物をこぼしてしまい、「☆めぐ  んば ☆」となってしまったが、そのまま「めぐんば!」と応援していた。
髪色は淡いブルー。髪形を変えることが多いが、初期はポニーテール。現在はお団子。私服は可愛い系。
基本的に暴走しがちなクラスメイトのストッパーやツッコミ役が多いが、嵐士やおまじないが関わると彼女自身が暴走することがままある（その際のストッパー＆ツッコミはめぐみのことが多い）。
嵐士への一途な恋心と泉水との胸キュンエピソードなどが読者から熱い支持を受け、HIGH SCOREキャラクター人気投票において第4位を獲得した。
3月27日生まれ。牡羊座。O型。154cm。AAカップの貧乳。
松本笑華（まつもと えみか）
声 - 小林ゆう
めぐみの友人。政宗の妹で弓道部所属。男気溢れる女子高生。長身でスタイルがよく巨乳の美人で、男女関係なく人気は高い。
バレンタインの時は毎年校内No.1を記録するほどチョコを貰い、全員に対しお礼の品を送っているため金銭面で苦労していた。最近ではその資金稼ぎをするべく、カラオケBOXでアルバイトを始める。冬休みには嵐士と共に遊園地にて「野人イボイボゴリラ」の着ぐるみを着ながらバイトもしている。
父親は小説家。近所に住んでいる沙夜とは幼馴染。
兄に似て喧嘩は強く力は並の男子以上。さまざまな技を有しており、なかでも得手はサブミッション。毎晩、筋トレも欠かさない。
京介が浮気をした際には鉄拳制裁を行うことが多い。彼の浮気癖に辟易しているが、それでも嫌いになれないのが最大の弱み。女子は殴らない主義。
好きなタイプは「頭蓋骨骨折しても死なない人」。ただし初恋の相手は、自分を女の子扱いしてくれて、政宗を対等の立場で叱ることの出来る沙夜の兄・尚弥だった。
歌が殺人的に下手で「ボエエ」としか聴き取れない。しかし、慣れると癖になるらしく、京介は勿論、めぐみや香織も好んでカラオケに誘っている。
焦げ茶でロングのストレートヘア。センター分け。私服はどちらかというと格好いい系。
中学までは短髪で、服装も男物。普段から政宗や彼の友人達に混じって遊んでいた。そのため、学校での姿を知らない他校生徒は彼女のことを男だと思い込んでいた。常盤津に喧嘩を売り完敗した直後、助けに来たはずの政宗に「負け犬」と言われてビンタされたため、以降兄との仲は基本的に悪い。またそれ以来完全に「男」を辞め、以前より女らしくなった。「男」として活躍していたプライドを前述の喧嘩で常盤津に折られてしまったが故に、彼に近づくと体が震えるなど拒否反応が出る。しかし、常磐津が自分がバイトをするカラオケ店に新人として入ってからは、最初は拒絶していたものの、彼に当時のことを謝罪されたこともあって、以前よりは彼と自然に話が出来るようになっている。
めぐみの父・麗二からは「えりかちゃん」と名前を間違えたまま覚えられている。
男らしさと乙女なキャラのギャップが読者の女性から多くの支持を受け、HIGH SCOREキャラクター人気投票において第2位を獲得。
誕生日は12月1日。射手座。A型。175cm。Fカップ。
憂木沙夜（ゆうき さよ）
声 - 遠藤綾
めぐみの友人。首引高校三大美少女の一人。華奢な外見と穏やかな雰囲気とは裏腹に、性格は猟奇的。生物部所属。めぐみ並に美少女なのに違った意味で残念な美少女。「グホホ」と山賊の頭のような笑い方をする。
趣味は解剖。だが、実は不器用なため下手。練習はしてはいるものの毎回原型がわからなくなるほどにしてしまうらしい。
めぐみと互角に渡り合う戦闘力を持つ。嵐士と趣味が一部共通しているため、その話題で盛り上がることがある。血を見るのが好き、という理由で体育祭では救護班を積極的に行った。
霊視も可能（『めだSCORE』ではゴンちゃんを、6巻で麗二の守護霊を見ている）。
成績は優秀だが、保健室の薬品棚に謎の薬品（名前が分かっているものとして「さよチンキ」がある）を置いていくことがある。保健教諭の大門曰く、もぐり保健委員。大門とは攻防を繰り広げており、保健室の出入りを禁止されたりと敵対関係にある。
好きなタイプは「プラナリアみたいな人」だったが、温泉旅行でたまたま出会っためぐみの父・麗二に、守護霊が強そうという理由で一目惚れしている。誕生日にプレゼントを渡したり、強力な惚れ薬を盛ったバレンタインチョコを贈ったり、わざと悪霊を取り憑かせ除霊してもらおうとしたり、と積極的なアプローチを仕掛けているが、その件に関しては彼の実娘であるめぐみによく思われていない。
えみか・政宗とは幼馴染。政宗に対しては「政宗おにいちゃん」と呼称するが、恋愛対象として見てはいない。
1つ年上の兄・尚弥がいる。母は10年前に他界。父は外科医歴20年。ペットは謎の生物「セーラちゃん」（後述）。
髪は短めの縦ロール。まれに下ろした髪型もしている。色は淡い紫。私服はお嬢様を感じさせる服で、ミニスカートは制服の時だけ。
ミステリアスなキャラが魅力を集め、HIGH SCOREキャラクター人気投票において第6位を獲得。
誕生日は3月3日。魚座。B型。160cm。Dカップ。
増田京介（ますだ きょうすけ）
声 - 櫻井孝宏
えみかの彼氏。弓道部所属。実家は世界的な大富豪で海外に別荘や城を複数保有している。
成績は学年首位。8か国語をマスターし、ラテン語書物を読み解くことも出来る。歌唱力も高く、えみかのボエエ声まで真似できる。中学までは兄達と同様、名門男子校に在籍。しかし、大門に言わせれば、育ちの良さや賢さが全く外観に反映されていないとのこと。兄達と同じ道を歩いた中学時代とは違い、現在は自分の意思（車で入学式に向かう途中で首引校の前で窓越しにめぐみを見かけ、一目惚れしたことで無理やり学校を変えてもらった）で首引高に通っている。
父譲りの浮気性で、その度にえみかから激しい鉄拳制裁を受けている。めぐみ同様に多数の女性から恨みを買っている。バレンタインチョコの8割は仕返しによるもの。本心ではえみかとの結婚を本気で考えており、神様によると「えみか以外の人間はどうでもいい」と思っているらしい。もっとも、友人付き合いは大事にしており、そのためなら美女の逆ナンハーレムすら放り出して駆けつけるという面もある。最近ではミッキーの原稿のアシスタントをしているが、鬱陶しがられている。本人曰く、浮気はえみかの自分への愛を確かめる確認作業らしい。また、自分のことは差し置いて、えみかの浮気（したことは無い）にはかなり敏感で厳しい。
体力と回復力は完全に人間の域を超えており、肋骨が折れても二日で回復する。えみかとの交際のきっかけも、えみかの「（えみかの蹴りに）5秒以内に立ち上がれたら」という条件を3秒でクリアしたから（現在、該当者は政宗と京介のみ）。なお、この後に更に「3秒以内に立ち上がれたらキス」という条件もクリアしている（えみか曰く「血の味がした」）。更に「2秒以内に立ち上がれたらHさせてほしい」という条件まで出していたが、流石に条件関係なしにえみかにぶん殴られている。この時の一撃が初臨死体験となっている。
他にも断崖絶壁や地上4階から落ちても無事。また、単純な筋力ならえみか以上であり、グランドピアノを担いだり、特注10kgの指輪を軽く指二本で摘み上げたりしている。ただし基本的に温厚で、喧嘩を好まないタイプなので松本兄妹にはまるで歯が立たない。また極度のカナヅチ。溺れ方が『犬神家の一族』のポーズに酷似（政宗談）。
政宗に必要以上に媚びており、女子高生のような会話をしている。本人曰く「自分の方がめぐみよりセンパイ（政宗）のことを大事におもっている」
父子家庭で、3人兄弟の末っ子。長兄は刑事の佼介、次兄は監察医の凌介。全員母親が別々の異母兄弟である。父親も長兄も女好きであり、自宅で雇われているのは男の使用人だけである。現在家には秋良から奪った「めぐみロボ（後述）」がいる。
えみかや政宗になじられて興奮・中学時代に男相手に喧嘩三昧だったえみかの話を聞いて悔し泣き（彼女が他人を殴る話に嫉妬）・政宗に命令されることを想像してときめく等、松本兄妹に対してはかなりのM体質。唯一、秋良に対してのみサディスティックな面をのぞかせる。
髪はグレー。コンタクトをしている（カラーコンタクトもする）。左目の下に泣きボクロがある。歌唱力はプロ級で、えみかや兄二人の声マネも出来る。
「逆らったら殺されかねない」と恐れられている兄達とは対照的に使用人からは使いっ走りにされたりただのチャラい高校生と言われるなどナメられている。
えみかとの絡みによる相乗効果と自身のヘタレなキャラが読者からたくさんの支持を受け、HIGH SCOREキャラクター人気投票において第7位を獲得した（男子キャラでは第3位）。
誕生日は5月18日。牡牛座。B型。181cm。
羽柴嵐士（はしば あらし）
声 - 村田太志
めぐみの従兄。首引高校三大美男子の一人。応援部副部長。平常時は爽やかな好青年だが、部活時は性格が豹変する。
基本的にはぬいぐるみなど可愛いらしいものを好むが、昔から虫をいたぶり殺すことが好きで、その外見からは想像出来ないような残酷な一面を見せる。また、ホラーやスプラッタを見ることが好きである。
小さい頃から、両親が共働きのため羽柴家に預けられていためぐみや、双子の弟の泉水の世話をしていた。昔はめぐみのことが好きだった。ファーストキスもめぐみ。
めぐみへの失恋後は告白されるがままに女子と付き合い、その度にめぐみが相手に嫌がらせを仕掛けて破局。その後、また告白されるがままに別の女子と付き合う……ということを繰り返した結果、「顔と胸だけが取り得の女をとっかえひっかえ」という恋愛履歴を持つに至った。
伯母である景織子の依頼でめぐみの家庭教師をしたが（2日で3万円）、めぐみの扱いが手に負えず、すぐに辞めた。その際に負わされた傷が額にまだ残っている。
成績は僅差で泉水より優秀。運動は体格差故に弟に大分差をつけている。
泉水を溺愛しているが過剰という域を超えており、泉水には非常に嫌がられている。携帯の待ち受けは泉水の隠し撮り写真。だが異性からの思われている部分に関してはかなり鈍感なので、明確に分かる香織の恋心や、恋より友情を選んだめぐみの複雑な想いには気付いていない。また、最愛の弟を褒めるつもりで彼の禁句を言ってしまうこともしばしば。
実は嵐士と泉水は転校生で、高1の頃は泉水と共に実は男子校に通っていた。しかし、卒業間近の3年生との間で泉水をめぐって抗争が起こり、嵐士が泉水を守ろうとした際に暴れまくったのが原因で学校にいられなくなったため、高1の終わり頃の3月に2人とも現在の首引高に転校した（ゴンちゃん談）。香織はこの転校が嵐士との運命の出会いだと思っている。
以前はよくリボンをつけていたり、髪をツインテールや三つ編みにしたりなどしていた。
バレンタインの際には校内でのチョコ獲得数はえみかに次いで2位。冬休みにホワイトデーの資金集めとうさぎの着ぐるみ着たさでえみかと同じ遊園地にてバイトを始めるが、身長の都合上「怪人ベロンガ将軍」の着ぐるみを着るハメになってしまった。
普段の爽やかなキャラと部活内での凶暴キャラなどのギャップに読者から多くの支持を集め、HIGH SCOREキャラクター人気投票において第8位を獲得（男子キャラでは第4位）。
誕生日は9月23日。乙女座。AB型。184cm。
羽柴泉水（はしば いずみ）
声 - 喜多村英梨
嵐士の双子（二卵性）の弟。従妹であるめぐみにそっくりな顔をもつ。最近の目標は「男くさい男」。テニス部に所属していたが、最近は諸事情により休部中。毒舌家で凶暴かつ無愛想だが、無類のネコ好き。
身長が低いこと、何においても双子の兄・嵐士を超えられないことにコンプレックスを抱いている。成績は優秀だが、嵐士には一歩及ばない。
男女を問わず影で不本意な人気を得ており、体操服やタオルなどを盗まれたり、痴漢やストーカーに遭うことが多い。最近では部活のウェアが盗まれたことをきっかけとして、テニス部を休部している。
双子の兄の嵐士からは過剰の域を超えるほど溺愛されており、嵐士が褒めたつもりの一言でブチ切れぶん殴ることもしばしば。
実は嵐士と泉水は転校生で、高1の頃は嵐士と共に実は男子校に通っていたが、ある事が原因（羽柴嵐士の項参照）で学校にいられなくなったため、高1の終わり頃の3月に2人とも現在の首引高に転校した。
兄と見分けが付かないという理由で、幼い頃母に髪を脱色され、金髪。
極度の霊媒体質であり、その類の相談はめぐみの父・麗二に幼い頃から世話になっている。麗二に関しては基本的に小馬鹿にするような態度を取るが、その筋に関してのみ彼を全面的に信頼している。
巨乳好きだが、最近は自分を女の子扱いしない香織や、嵐士ではなく自分に興味を持ったリカが気になっている。
幼い頃から好きな子はほとんど嵐士が好きだったため、失恋経験は豊富。彼に想いを抱く女性も多いが、大抵の理由が「可愛いから」と彼のコンプレックスを刺激するものであるため、バレンタインチョコやラブレターは断るか捨てるかの二択である。
絵を描くことが趣味であるが、あまり上手とは言えない代物になっている。めぐみに言わせれば、あまりに下手すぎてこれでは絵のモデルに失礼とのこと。事実、絵のモデルになったリカは完成作品を見て激怒している（また、京介曰く歌もあまり上手くはない模様）。香織の父・立花画伯の大ファン。香織に頼み込み、めぐみに変装して（男を連れていくと香織の父親が卒倒してしまうため）アトリエに行く程。特に好きな作品は「おちょぼ口の猫」で携帯の待ち受けにしている。
めぐみに非常に似ているため、めぐみと双子なのではないかと言われたり、彼女を恨んでいるリカからは「顔は最悪だが性格は良い」と言われてしまっている。
守護霊は白鳥鞠生（ゴンちゃん）。
持ち前の可愛さと兄の嵐士に勝てず、報われないところなどが読者の母性本能をくすぐり熱狂的なファンを得て、HIGH SCOREキャラクター人気投票において第3位を獲得した（男子キャラでは第1位）。
9月23日生まれの乙女座、AB型。162cm（最近はめぐみに抜かれかけている）。
連載初期には兄との身長差は小さかったが、脇役からメインキャラに昇格した頃、背が大きく縮む。
喜多川幹彦（きたがわ みきひこ）
声 - 高橋伸也
通称「ミッキー」。職業は少女漫画家で「マドモアゼルゆみこ」のペンネームで現在「オヤジ女子高生☆」を連載中。
リアリティに拘る性質。登場人物にはめぐみを筆頭に友人達をモデルとして出すことが多い。その際ポーズモデルを頼むこともあるが、かなり恥ずかしいポーズをさせることが多い。
なお、公には「マドモアゼルゆみこ」は女性である。アシスタントにも性別を知られないように、覆面を被り会話も筆談。それ故に進行は悪く、現在は京介たちが手伝う他はほとんど一人で漫画を描いている。
初投稿作のミッキーの漫画の絵は現在とはかけ離れているほどの絵であり、とても同一人物が書いた物とは思えないほどである。その後中3〜高1の夏頃まで同じようなタッチの絵で漫画を投稿していたが、高1の秋頃を境に飛躍的に上達し始め高1の冬にデビューした。だが、ネタ切れなどでスランプに陥ると初投稿作と同じような絵柄で漫画が連載されてしまうこともある（本人曰く「微妙」な絵らしい）。
ライバル漫画家は同い年で同時期デビュー同系統作家の「セニョリータみゆき」。
クリエイターとしては致命的な程周囲の影響を受けやすい。息抜きとして京介達がデスメタルをかけた際には、描いていたヒロインが悪魔のような姿になってしまったことがある。
その反面漫画家としての集中力はかなりのもので、締め切り前に熱で寝込んだ際はゴンちゃんの存在をもシャットダウンさせることも。また、3日も徹夜して漫画を描いていると、神経が研ぎ澄まされて目に見えないものが見えてくるらしい。
自宅と学校が離れているため、学校付近に仕事場としてアパートを借りている。その利便性の高さからめぐみや京介の遊び場になることも多い。二人ともほぼ家に居座っており、私物なども置きっぱなしにして、ミッキーを困らせている。めぐみと京介はそれぞれ合鍵をもっている。
漫画家として頑張るミッキーの姿に読者からのエールを得て、HIGH SCOREキャラクター人気投票においてメグミLOVE-2004（ポチ）と同率第15位を獲得。
この人気投票のアンサー企画として、1位のめぐみと15位のミッキー・ポチとの描き下ろし4コマが「HIGE SCORE」内に描かれている。
誕生日は7月22日。蟹座。O型。172cm。

#### 1年生
※リカ・名々共に1-C。
北条莉華（ほうじょう リカ）
声 - 大橋歩夕
首引高校三大美少女の一人。成績優秀で性格は真面目。問題児であるめぐみとは対照的に教師からの評価も高い。
「LOVABLE」という雑誌の人気モデルだが、胸は平らに近い。大人気モデルの姉がおり、比較されて中学時代はとやかく言われることも多かった。
好きだった政宗を横取りされたことに加え、めぐみから度重なる嫌がらせを受けており、めぐみのことは非常に嫌っている。入学当初は髪が長かったが、めぐみの嫌がらせでショートカットにされてしまう。しかし、不本意にも髪を切られて以来雑誌の売り上げが伸び、髪型はショートカットのままにしている。ちなみに髪を伸ばしていたのは政宗の好みに合わせるためである。他にもさまざまな悪戯をされるが、くじけず同じことを倍返しにするのでその打たれ強さをめぐみに気に入られている。
「購買の紙袋さん」とは親しい友人同士で、大きな信頼を寄せ尊敬している。しかしその正体がめぐみであることには全く気づいていない。首から下のスタイルの良さから同じ校内三大美少女の沙夜ではないかと踏んでいるが、思いやりから正体を探るようなことはしないと決めている。
中学の頃、自分を助けてくれた政宗に好意を抱いている。彼のことを考えた際には鼻血を吹き出してしまうのがお約束となっている。また、最近では自分をめぐみから助けてくれた泉水にも多少ながら好意を抱いている。
一時期はゴンちゃんを家に置いていたが、ゴンちゃんが姉からの仕打ちに耐えられずに逃亡した。
めぐみに対抗するべく、ヌンチャクをマスターしたが、クラスメイトからはリカが乙女離れしていることを心配されている（いわゆる、めぐみ・沙夜と同じく「残念な美少女」になりかけている)。
メールアドレスはfujiwara-bukkorosu@〜(フジワラぶっころす)。
単行本8巻には登場せず、そのことを作者が後悔していた事が同巻のオマケ漫画に描かれている。
めぐみ（紙袋の人）や泉水とのコンビで読者から好感度を集め、HIGH SCOREキャラクター人気投票において第11位を獲得。
誕生日は4月4日。牡羊座。A型。159cm。
鹿島名々（かしま なな）
演劇部に所属。あだ名を付けるのが趣味。
あだ名を付ける際には標的を定めじっくり吟味され、第一印象か一番目立つ特徴を抽出する。それをそのまま、または最も大げさな言葉にして無防備な相手にぶつける。そのために一方的な犠牲者が多い。
最初のあだ名の標的は演劇部部長の常磐津で、付けられたあだ名は「まつ毛もじゃお先輩」だった。その際、常磐津を一時停止させ2年振りに腸煮えくり返させるという強者ぶりを初登場時から見せた。その後仕返しに常磐津から「まつ毛はげ子」とあだ名を付けられた。
次の標的はめぐみで、付けられたあだ名が「お人形姫様」だった。その際めぐみを恥ずかしがらせた。この「お人形姫様」というあだ名には特別の思い入れがあるらしい。なお、このあだ名は泉水のことだと間違えられることもある。
その次の標的は京介で、付けられたあだ名は「恋愛大泥棒」。その際京介を赤面させた。
その次の標的は演劇部の先輩の香織で、付けられたあだ名は「えぐれ・胸子先輩」だった。その際不意打ちだったため香織をかなり傷付け、「あだ名は楽しくて付けられた人が喜ぶような物でなきゃ!!」と注意されたため、直後に「巨乳チャンプ立花」に変更した。
その次の標的は同じクラスのリカで、付けられたあだ名は「姫こけし」。その際はもちろんリカをイラッとさせ、その後の彼女の行動から「妄想爆裂鼻血娘」に改名された。
『りぼん』本誌の「読者キャラ募集」でグランプリを取ったので登場。
転校生であるため、制服や体操着などが他と違う（首引高校はセーラー服であるが、彼女はブレザー）。
純真そうでいて毒舌。作者曰く「ハイスコア最強キャラ」。
また、付けたあだ名に文句を言われると2時間は我を忘れて暴れまくるという。

#### 3年生
松本政宗（まつもと まさむね）
声 - 小西克幸
めぐみの現カレ。えみかの兄。首引高校三大美男子の一人。3-F所属。空手部部長。
長身ゆえ道行く子供・老人に恐れられ、加えて空手の強さから名前を聞いただけで逃げ出す者もおり、近隣校の男子には大抵恐れられている。中学時代のあだ名は「狂犬」。一方で人望は厚く、友人も多い。
自他共に認めるナルシストで、2日に1度は鏡に映っている自分の姿を眺めていたり、学校のトイレの鏡の前から20分は離れることがない。メールアドレスはmasamune is beautiful@〜。ケータイ待受画面も最近まで自分のキメ顔だった。小さい頃から近所で評判の美少年だったが、「今からこんなに美形だと将来崩れる」と言われ続けたため、美貌に並々ならぬプライドとコンプレックスを抱いている。嵐士のことは自分に匹敵する美少年だと認めているが、同時に対抗意識も燃やしている。
甘いもの（特にプリン）が大好き。常磐津とは中学からの親友（基本は彼との付き合いを鬱陶しがっているが、なんだかんだで仲がいい）で放課後、調理室で彼の手作りプリンをよく食している。常盤津を嫌うめぐみから「常盤津と付き合うな」と釘を刺されたものの、彼のつくるプリンが食べたいことを理由に絶交しなかったほどである。また、料理も得意であり、文化祭でケーキの腕前を披露したり、ミッキーの職場であり合わせの材料を使ってチャーハンを作るなど腕前も高い。またマメなキチン系男子であり、掃除はいつも徹底的。
妹であるえみかとは仲が悪く、よく手加減なしで殴り合いの喧嘩をする。えみか曰く末妹には甘い。めぐみの彼氏という立場上、麗二とは犬猿の仲。
めぐみに対しては本気の付き合いをしており、彼女にプレゼントを買うために、えみかと同じカラオケBOXで初めてのバイトを始めた。めぐみと付き合うまでは日変わりで違う女子を連れており、あまりに数が多いためかそれとも政宗に覚える気がないのか、名前と顔があまり一致しない。現在でもたまに浮気はしており、浮気が発覚した際には「今日1日語尾に「ブー」をつけるの刑」が執行される模様（めぐみは「今日1日語尾に「ニャー」をつけるの刑」にさせられる）。
政宗が7歳の時に当時6歳のめぐみと23〜24歳頃の麗二と実はすでに出会っていた。が、本人もめぐみも出会った覚えがある気はしているが、はっきりとは覚えていないため、それは前世の記憶なのではないかと互いに思い込んでいる。
猫好き。めぐみ曰く見かけると必ず赤ちゃん言葉で話しかける。常盤津と二人で「タイタニック」を見に行った際には5時間泣き続けた。また、ミッキーの『オヤジ女子高生☆』の大ファンであり、めぐみと二人きりの時にマンガを読みふけったり、ケータイ待受画面をモコに変えたりなど相当な入れ込みようを見せている。
苦手な物はゴキブリ。見るだけでも嫌なようで、それをめぐみがやっつけたことがある。そのため彼女に対する愛情もあるが、それ以上に『ゴキブリを倒せる女』ということで手放さないようにしているという部分もある。
『めだSCORE』内では『めだかの学校』（森ゆきえ）の登場人物のミサちゃんにぬいぐるみをプレゼントしようとしたり、ケーキとプリンとパフェをごちそうしていたりと顔に似合わず子ども好きな一面も見せている。
勉強面は明確に書かれていないが、桁外れの野生の勘を持ちペーパーテストは正解率が9割から落ちたことがないらしい。中学時代に進路を首引高校にしたのもそのため。付け加えて視力も超絶的（左右共に7.0）。
ケータイのアドレス帳は名前欄があだ名であることが多く、常磐津は『プリン貴族』、ミッキーは『まんが人間』になっている。
「ヒロインの彼氏」というポジションでありながら、HIGH SCOREキャラクター人気投票においては、常盤津やゴンちゃん・多摩先生よりも下の第12位という結果になった（男子キャラでは第5位）。
この結果については作者も驚いていた。
1月1日生まれの山羊座。O型。193cm。髪は真っ直ぐで、色は真っ黒。
常磐津次郎（ときわづ じろう）
声 - 柿原徹也
政宗の親友。3-J所属。演劇部部長。服装違反常習者。
中学時代は三度の飯より血を見るのが好きで、「デビル」「死神」「ナイトメア」などの通り名を獲得するほど荒れていた（彼に殴られた後日、親が離婚したりペットが死んだりするなど不幸が付加されることもその由来とされている）。
当時はカウンセラーにもかかっていたとのこと。現在はむしろ香織から「良い人」と認識されているほどに穏やか。
しかしめぐみにとってはあらゆる面で「天敵」。めぐみにはたびたび演劇部に入部するよう勧誘しているが、あまり良い返事を貰えていない。
政宗とは中学は別々だったものの、拳を通じて友情が芽生えており、今では交換日記（通称：心の友ノート）をしたり、2人で映画『タイタニック』を見たりするほど仲が良い。また、高校は政宗と同じ学校に行きたいとのことで、わざわざランクを落として現在の高校に入学した。
演劇の公演の内容は、彼の趣味からか珍妙なものが多い。だが真摯に活動しているため、香織を始めとして他の部員からの信頼は厚く、血糊などメイク一つにすらリアリティを求めるひたむきさも持っている。
政宗曰く女性の趣味はゲテ食いで、主に巨体で筋骨隆々な女性が好みである。その代表として中学の頃「メグミ」（愛称「メグ」）という性格のみめぐみに酷似した彼女がいた。未だにメグとの恋愛を引きずっている。
政宗を「まっつん」と呼称。政宗からは「わづ」、時に「じろーくん」と呼ばれている。
姉がいるが全く趣味が違う。姉曰く「小学生までは賢くてかわいい弟」だったのが、現在は「エレガントなヤバイ人」。
なおティーカップを持って何かを飲んでいる場合が多いが、大半は昆布茶（たまにコーンスープ）。美術館や図書館を好む（メグとの出会いも美術館）。
泉水を30分追いかけ回しても息一つ切らさないなど、喧嘩以外の運動能力も非常に高い。見た目は細く、喧嘩には弱そうな外見だが、脱いだらかなりの筋肉質である。左脇腹には、政宗と戦った時の傷痕が残っている。ストレッチも欠かさないがジャージが嫌いらしく、いつものヒラヒラの服で行うことが多い。
政宗との友情、そして独特の下まつ毛を持つエレガントでアブノーマルなキャラクターなどが読者から多くの支持を受け、作者も驚くダークホースとして健闘し、HIGH SCOREキャラクター人気投票において第5位を獲得した（男子キャラでは第2位）。
4月8日生まれの牡羊座。B型。
憂木尚弥（ゆうき なおや）
沙夜の兄。政宗・えみか兄妹の隣人。3-F所属。外見は爽やかな好青年。クラスメイトであり幼馴染である政宗とは仲が良い（そのために常磐津からは羨ましがられている）。妹を溺愛しているために彼女の言うことは何でも聞き、黒魔術の実験台になるほど。
学校内で政宗を「政宗」と呼び捨てにし、彼を対等の立場で叱ることの出来る唯一の存在でもある。そのためえみかの初恋の相手でもあった（だが、えみかの片思いに終わった模様）。
誠実な性格で、常盤津にも偏見を持たず優しく接するほどの怖いもの知らずでもある。その一方で、額をぶつけ怪我をした政宗に目薬を渡そうとするなど、天然っぽい一面を見せたりもしている。
妹の沙夜の趣味を未だ掴めていないのか彼女の発言に驚いたり、可愛らしい物を想像したりしている。ただし、沙夜のプラナリア好きは理解しているが、今までプラナリアや奇怪なモノにしか関心を示さなかった沙夜がめぐみの父・麗二に初恋をしたため、内心焦っている。
登場頻度は比較的多い方ではないため、もっと見たいとの読者からの声が集まりHIGH SCOREキャラクター人気投票において大門先生と同率の第21位を獲得した。
織田
首引高校三大美男子の一人。名前のみ2巻で言及されている。登場頻度は非常に低い。
岡田光司（おかだ こうじ）・山本道也（やまもと みちや）・清水猛（しみず たける）
政宗のクラスメイトで友人たち。
中学時代に常磐津と喧嘩をしてトラウマになるほど殴られ敗北したことがあるため彼のことを今でも嫌い恐れている。
岡田は今では友達として政宗と仲が良いが、昔彼に喧嘩を売った際にプールの縁に頭を叩きつけられ8針縫う怪我を負い、今でも額にその傷跡が残っている。
清水には美亜という体格の良い妹がおり、最近常磐津と交流を持って以来様子がおかしい事を心配している（ただし、相手が常盤津だということを清水は知らない）。
円城寺優（えんじょうじ ゆう）・北御門楓（きたみかど かえで）
政宗のクラスメイト。政宗たちとは中学が異なる「中学遠方組」。
中学が違っていたため常磐津がどんな存在だったかよく知らないため、なぜ周りの男子が常磐津のことを嫌っているのかわからずにいる。

#### その他の生徒
日向大介（ひゅうが だいすけ）
めぐみや京介たちのクラスメイト。サッカー部に所属。
顔の可愛さから泉水のことを好きになってしまい、男子更衣室で泉水が着替えているのを見て赤面したり、故意に泉水とぶつかってしまった際には「どこに目を付けてんだ」と首を絞められたにも関わらず嬉しそうな表情を浮かべていた。
沙夜とは他の男子キャラと比べれば仲が良い方で、一緒に登校したり自家製ヨーグルトをご馳走されたり、彼女に恋心を抱かれている麗二以外で男子キャラでは唯一沙夜から誕生日プレゼントをもらったこともある（中身は大介モデルの藁人形だった）。
主にツッコミ役として1巻から何度も登場していたが、2巻以降から全く登場しなくなった。
作者いわく彼に関しては、2010年7月現在「枠の外にいる存在」と発言している。現段階では大介に当てはまるネタが浮かべばまた出す予定であるとのこと。
復活を望む読者からの声が多く集まり、HIGH SCOREキャラクター人気投票において麗二と同率第13位を獲得した。
メガネくん
めぐみたちと同じ2-Aの男子生徒。本名不明。
見た目から内気であるために、めぐみからはメガネ君狩りの標的にされてメガネを割られたことがある。密かに泉水に好意を寄せている。

#### 教師
多摩薫（だま かおる）
音楽担当で生徒からの人気が高い。2-A の副担任。28歳独身。視力を矯正するとそれに準じて顔（骨格・時には服装やその場になかった物（ハト・トナカイなど）まで召喚させたことも）が変貌するため（教育ママ風メガネをかけたら性別まで変わり、カラコンだと外人になり、節分の鬼のお面だと鬼に変貌するなど）、美しい素顔を自ら見たことはない。
メガネのスペアは200個程持っているらしい。3巻でその内の一つをなくしてしまい、演劇部の部室の周りに住みついている猫がそれを装着し、多摩先生顔化した猫が心霊写真と共に撮影されたことがある。
実家はかなり裕福。趣味は乗馬とテニスとピアノと武道で、柔道五段・蟷螂拳の使い手。
麗二のモデル時代の後輩でパシリ。相当イジられていたらしく、彼を見かけるたびに怯えている。コミックスでは幼少期のめぐみにも会っている（この頃、めぐみは麗二の妹として紹介されていた。またそのために、初期は彼女が麗二の娘とは知らなかった）。また、大門からは「ダマっち」と呼ばれており、彼とは親しい間柄。
『めだかの学校』（森ゆきえ）の田中先生とは高校時代の親友であり、『めだSCORE』ではよく一緒にイベントを企画していた。
コミックス1・2・4巻の表紙を飾るほどのレギュラーキャラだったが、8巻では作者も「多摩先生もすっかりレアキャラだなぁ」と嘆くほどの登場頻度は低くなっている。
多摩薫（眼鏡有り）のモデルは、作者の教師のY先生。モデルが実在することを隠していたが、作者の同級生にバラされ、ローカル番組のコーナーでY先生本人が「少女マンガにでた先生」としてインタビューされたという（コミックス5巻のあとがきより）。
メガネをはずした美形バージョンの顔に熱狂的なファンを集め、HIGH SCOREキャラクター人気投票において第10位を獲得。
誕生日は6月6日で双子座。A型、178cm。
柴田秋良（しばた あきら）
声 - 水島大宙
めぐみのことが好きな生物教師。23歳独身。彼女居ない歴1年半。
趣味はポエムだが文才は皆無。大半はめぐみに対して想いを綴っている。
めぐみの愛を獲得するために黒魔術に手を出したり、政宗を倒してめぐみを奪い取ろうとするなど、彼女への一方的な愛情が非常に強く、めぐみロボ（メグミLOVE−2004）を完成させた。また、顔がめぐみとそっくりな泉水や性格がめぐみとそっくりなリカの姉・美華に興味を向けたこともあり、美華の元にいたゴンちゃんを羨んでいた。
めぐみのクラスの授業は週に4回受け持っているものの、めぐみ本人には名前はおろか顔すら全く覚えられていない。
長い間ゴンちゃんと同居していたが、現在は香織の家に修行に出ているため、1か月以上帰って来ないゴンちゃんを心配している描写も見られる。
かつては宇宙飛行士を目指していたが、めぐみに一目ぼれして、近づきたい一心から教師に進路を変更した。
めぐみへの叶わぬ恋に読者からは同情票を集め、HIGH SCOREキャラクター人気投票において常磐津一美と同率第25位を獲得。
誕生日は11月8日。蠍座。A型。174cm。
竜崎大門（りゅうざき だいもん）
保健教諭。めぐみが天敵としている唯一の教師。通称「ボス」。31歳独身。初登場は4巻。10巻にて大阪に住む母・竜子の登場により大阪出身という設定が追加された。なお、母親と一緒の時だけ関西弁に戻る。
厳格な性格に加え、生徒指導に熱心で「大門カード」を発行したりしている。大門カードが満点になると、校長室で正座をした後、保健室で三点倒立をしなければならない。
めぐみですら恐怖するほどの威厳と、入学早々大暴れした政宗・常盤津を同時にねじ伏せる実力を持つ。しかし、京介の大怪我を献身的に治療したり、周りの人が健康で幸せになるおまじないの人形を作るなど、いい大人としての一面も持つ。沙夜だけは保健室の薬品を盗む・入れ替える・危険薬物を混ぜる、と大門への挑戦を続けているため、保健室入室禁止状態。
首引高校卒業生で、卓球部出身。彼のスマッシュ「皆殺しショット」は体育館の壁に亀裂を入れたり、野外練習の際流れ弾で小動物が死んだりするなど高い破壊力を持つ。
見た目は太っているように見えるが、コミックス9巻にてそのほとんどが筋肉である（体脂肪率4％）という事実が明かされた。作者曰く、人気が高いキャラクターの一人。
生徒達へのさりげない優しさが魅力を集め、HIGH SCOREキャラクター人気投票においては尚弥と同率第21位を獲得した。
有野好子（ありの こうこ）
大門が出張などで不在の際の代理保健教諭。有野が当番の時は保健室に男子生徒の行列が絶えず、逆に女子生徒の入室は極端に減ってしまう。決め台詞は「ツバでもつけてろ」。
美男子が大好きで、女子の前では態度が変わる裏表のある性格。好みは多摩（眼鏡無し）や嵐士のような大人しくて品の良い美形。逆に京介のような「へらへらした」美形は嫌いで、普通の男子よりもむしろ扱いが悪い。
だが、女子以上に問題児が嫌いで、中でも常磐津には保健室の入室すら許さない。女子は顔も見たくないので、女子生徒はみんな芋だと思うことにしている。そのため、女子からは「ブリ野」と呼ばれているが、本人はあまり気にしていない模様。また、自分の前でくっついていいのは美男子同士だけで、女同士でくっついているのは気色悪いからと嫌がっている（結果的にめぐみに追われていたリカを意図もせず救っている）。
名々・めぐみロボに引き続き、『りぼん』本誌の「読者キャラ募集」でグランプリを取ったので登場。現時点で登場は7巻で1度のみ。
2-A 担任
めぐみ達の担任教諭。初老にさしかかった黒髪七三分けの男性。
数学担当。眼鏡を着用しており、常に背広姿。初登場は2巻。
問題を起こしためぐみをボスと共に追いかけている姿がしばしば見られる。
岡山始（おかやま はじめ）
若手現国教師。タレ目でイケメン風の男性。初登場は6巻。
景織子を「様」付けで呼ぶほどの「超ファン」で、景織子と会う代償とはいえ、めぐみに試験前の特別補講を施すなど、なかなか熱心な教師である。尤も、えみかが休みの日には恋しがる京介の求めに応じて彼女の特大ポスターを黒板に貼ってあげるなど、授業風景はかなりフランク。なお、めぐみのことは歯牙にもかけておらず、めぐみの扱いが悪いため彼女からは泉水同様に「ぶっとばしたい」カテゴリに入れられている。
なお、「政宗派か嵐士派か」と訊かれると嵐士派。理由は「松本は顔が怖い」とのこと。
倉敷吾朗（くらしき ごろう）
若手日本史教師。眼鏡と顎鬚が特徴。初登場は7巻。
岡山同様に景織子の超ファンで、共にめぐみに試験前補講を施した。めぐみのことも岡山同様鼻でせせら笑っている。他の母親たちにも関心を抱いている。

### 主要人物の家族

#### 藤原家
藤原麗二（ふじわら れいじ）
声 - 小野友樹
めぐみの父。34歳。旧姓は司馬。愛妻家。若い頃は大人気モデルだった。現在は実家・勧楽寺で億稼ぐカリスマ住職として名を馳せている。
茶髪に多数のピアスというふざけた外見ではあるが、腕は確かな霊能力者。遠方からも除霊の依頼が来る。しかし、料金はぼったくりに近い。弟子も多いが、そのほとんどがめぐみに片思いしている。また、教会で賛美歌を聞くと具合が悪くなるとのこと。
めぐみが生まれた際は未成年だったので、その若さからめぐみと歩く度に誘拐犯と間違われることもあった。溺愛するめぐみに近付く男には容赦しないが、景織子への愛は父性本能を遙かに上回り、妻のためなら娘を殺せると断言している。いくら景織子に肉体的に酷い仕打ちを受けても、冷たい目線を向けられても、それを快感に感じるほど、妻に大しては重度のＭ気質。しかし、妻の自分への扱いはやはり辛いらしく、景織子とラブラブな生活をする夢をよく見ている。
めぐみが幼少時の頃は麗二の若さから近所のお兄さんだと思い込んでおり、小学生になるあたりまで麗二のことを「パパ（父）」だと思っていなかったらしい。
非合法な手段で入籍した疑惑が強い（実際に偽造した婚姻届を提出した）上、結婚を迫る過程では「あらゆる手段を使って精神的に追い詰めた」など、恋愛が絡むと極めてデンジャーな人物となる。
景織子と出会った際には、景織子曰くわかりやすく好意をぶつけ、嘘の年齢を言って彼女の家に入れてもらい、一緒に寝ている写真を撮った。その後、自分の利益になる男としか付き合いたくないと景織子に突き放されるが、家のドアの前に居座り自分の生霊を使って彼女を脅し、家から出てきた景織子に先述の写真を見せて実年齢を明かし、女優生命に関わるとちらつかせ、無理やり結婚を認めさせた。
ただし、妻子が絡みさえしなければ基本的には良識ある人物であり、特に霊能力で苦しむ泉水のことは常日頃から世話を焼き、気にかけている。また、結婚前には「援交のプロ」として大企業の社長などを相手に荒稼ぎしていたが、結婚後は完全に妻一筋の生活を送っている。メールアドレスもkyoko-kyoko-love you only@〜。
学生時代の成績は優秀だったらしいが、「色目ひとつで成績を上げてくれた」との言によると、本当に頭脳が明晰なのかは不明。景織子からは娘のめぐみも含めて「顔だけ親子」と思われている。母の日に晩ご飯を作ろうとした際にはめぐみ曰く「見かけはいいけど美味しくない」らしいため、料理の腕前はイマイチの模様。
モデル時代にはCDデビューも果たしたが、霊媒体質により霊の声が異常に入ってしまったため、1枚限りで終わった。モデルは20代半ばまでは続けていたが、霊媒体質なため写真にまで霊が写り込むようになってしまい、その頃からめぐみにかかる金が激増したため、引退。より実入りの良い住職に転職した。
現在は後継ぎが生まれなかった時として、羽柴兄弟（特に泉水）の養子化を目論んでいる。なお景織子には跡継ぎを作る気はない模様。
景織子からの数々の仕打ちを受けても即座に回復している。なお、真剣に経を読んでいる時の声は父・綺壱そっくりで、その声で吹き込んだCDは父・綺壱が詠んだものと勘違いされ、景織子には大絶賛されている。
景織子へのヘタレなキャラと霊媒師の一面に人気を集め、HIGH SCOREキャラクター人気投票において日向大介と同率の第13位を獲得。
誕生日は4月1日で牡羊座。AB型。185cm。
藤原景織子（ふじわら きょうこ）
声 - 遠藤綾
めぐみの母で、大人気美人女優。彼女の母であることを納得させる抜群のスタイルと美貌の持ち主。ただし年齢は禁句（40代）。元は公務員志望だったが、妹の破天荒な所業にお金がついていかず、セミヌードデビュー。そのまま女優として大成していった。彼女がドラマなどで演じる役は主に悪役が多く、その練習と称して麗二に酷い仕打ちをすることもある。演じている役故に、「悪魔と契約をしてそうな女優」ランキングでは15年連続1位である。学生時代は、成績が常に学年5番以内であったり、生徒会の役員を務めたりするなど、問題児である娘のめぐみとは正反対に優等生だった。
前述の通り頭脳明晰な上に器用で要領が良く、料理も抜群に上手。唯一苦手なのは工作全般。
娘であるめぐみには厳しくも優しい良き母親。しかし結婚の経緯にはかなり問題があったため、出産直後のめぐみを見て麗二の娘でもあるめぐみを愛せるかどうか葛藤する面もあった。
麗二との結婚を認めた理由は、生涯掛けて麗二を苛め抜くことを決意したためと、麗二の父である司馬綺壱に初恋をしてしまったため。そのため疲れた時には彼の唱える経（実際は麗二が詠んだものである）を聞いてリラックスすることもある。本人曰く、「麗二の妻ではなく、義母になりたかった」らしい。
麗二と初めて会った時は、顔の良さと甘え上手なことから好印象を抱いたものの、麗二にハメられたことで結婚を受け入れざるを得なくなったため、それ以来麗二に対しては冷酷な扱いをしている。存在そのものも嫌らしく、彼女曰く、「なめくじ以下に思ってないとイラッとする」。また、「嘘ついたら即離婚」を結婚する際に約束させている。
麗二には、バレンタインデーの際など、かなり手の込んだ嫌がらせをすることが多い。めぐみ曰く「パパの泣くようなことなら何でもする」（それを聞いた政宗は、さすがにこれにはと普段嫌っている麗二に同情している）。
なお、結婚前には多くの遊び相手がいたが、こちらも結婚後は浮気の描写が一切ない。従って世間的には麗二とは美男美女の理想の夫婦として誤解されていることが多い。メールアドレスはreiji-bukkorosu@〜(レイジぶっころす)（このメアドを聞いた麗二は、自分の名前が入っていることに喜びを覚えている）。
めぐみ出産は相当な難産だった割に、めぐみの第一声が「パパ」だったのが未だに許せないようである（ただし怒りの矛先はめぐみではなく麗二）。最近では父離れしない&何も出来ないめぐみのことに苛立つ描写もある。めぐみの彼氏である政宗にはまだ会ったことはないが、これ以上めぐみの中の大切な人ランキングで自分の順位が下がるのが許せないため、快く思っていない。
めぐみや麗二に関する悩みも多く、妹である千歳に相談するシーンがたびたび見られる。
早くに両親をなくし、妹の面倒を見ながら、家事をしてきたため主婦的なスキル（節約術など）も身についており、お得なものには目がない。
得意な料理は豚汁と煮しめで、好きな色は水色であるが、自身のイメージを守るため、世間には「料理はしない・好きな色は黒とゴールド」で通している。
高校時代はメガネをかけていた。若い頃はロングヘアだったが、現在はショートカット。
持ち前の女王様級な美貌と抜群のスタイルから読者からは「様」付けの投票が目立ち、HIGH SCOREキャラクター人気投票において増田凌介と同率第18位を獲得。
誕生日は8月4日、獅子座。A型。167cm。Eカップ。
司馬綺壱（しば きいち）
麗二の父親でめぐみの祖父。
孫娘であるめぐみには甘いが、基本的に厳格な僧侶。麗二に対しても非常に厳しい。
亡き妻一筋。靴のサイズは26.0cm。お酒は飲まない。
息子と違って霊能力は皆無で一切影響を受けないタイプ。そのために霊の存在に関しても否定派である。

#### 松本家
松本政純（まつもと まさずみ）
政宗とえみかの父。職業は小説家。締め切りに追われいつも青い不健康そうな顔をしている。痩身で黒髪。眼鏡着用。えみか曰く、仕事の話しかしない。やや妄想癖な気がある。家族の暮らしぶりから察するに作家生活は順調な模様。
麗二とは対照的に政宗とめぐみの交際は認めている。京介が家に入り浸っていることに関しても特に反対する様子もない。
不特定多数の女性と交際を繰り返す息子の政宗とは正反対で、後の松本家の母に5年間毎日手紙を書いてプロポーズするなどかなり純粋な人物である。
なお、彼のみプロトタイプといえる顔があったが現在とは全くかけ離れていた（禿げあがった頭をしており、顔は香織の父親に近い）。担当や妹から反対意見が出たため今のものになった。
松本家・母（現時点で名前は不明）
政宗とえみかの母。容貌はえみかに似ている。
めぐみの猫かぶりを信じており、彼女をとてもいい子だと思っている。
穏やかな気性の持ち主だが、怒る際には政宗が従わざるを得ないほどの静かな迫力を有する。
松本家・末妹（現時点で名前は不明）
政宗とえみかの妹にあたる。松本家の末っ子。
1巻に1度だけ登場。長髪。全寮制の中学に行っている。
現時点（2009年10月現在）では存在のみえみかによってほのめかされ、コミックス13巻で正宗の発言からも存在が明確になった。なお彼女は正宗からは可愛がられている模様。また【HIGE SCORE】のインタビューでは「ずっと暖めている」と作者自身が発言している。

#### 羽柴家
羽柴千歳（はしば ちとせ）
嵐士と泉水の母親。景織子の妹で旧姓は藤原。39歳
料理よりも手芸の方が得意な、ほんわかとした少女趣味な専業主婦だが、元ヤン。現在も言動の端々に現役時代の名残が見える不良主婦。子供の幼稚園の送り迎えは改造バイクで、酔って昔のことを話す時の一人称は「あたい」。警察関係も未だに嫌い。
嵐士と泉水を溺愛しており、小学生頃には彼らの夏休みの宿題を妨害してまで一緒に遊ぼうとしていた。現在は彼らが病気でも夫を優先している描写がしばしばある。
両親を早くに亡くしており、姉である景織子を慕っている。
根底の性格面ではめぐみそっくりで、麗二との賭け麻雀に負けて息子二人を担保にしたり（しかも仮に奪われた場合は「奪い返しに行く」などとして最初から約束を破るつもりでいた）、学生時代には成績向上のために既にモデルとして活躍していた景織子のブルマを教師に提供するなど黒い性格をしている。
自分の高校時代とは対照的に、息子2人は優等生であるため、三者面談の際には本当の子供なのかと不安になっている。
羽柴征士（はしば せいじ）
嵐士・泉水の父親。千歳とは夫婦仲がとても良い。千歳と同様に息子2人を大切にしている。
他の父親達と違って取り立てて台詞がほとんどなく、出番はないに等しい。

#### 立花家
立花章吾（たちばな しょうご）
香織の父で画家。ベレー帽を被ったいかにも芸術家といった風貌の持ち主。観る人を選ぶ難解な抽象・心象画を描くが、美術館に複数展示されている辺り、既に一定の社会的評価は得ている模様。また、商売上手なタイプで、クライアントの好みに応じて作風を変えることに躊躇いはない。
娘の香織を溺愛しており、もしも香織が家に男子を連れてきたら卒倒するらしい。父の日のお礼も毎年、香織をモデルに絵（ただし抽象画）を描いている。
麗二とはめぐみ達が生まれる前からの友人で、絵のモデルをさせたり、景織子の絵を200万円で売るなど（その絵はいつもの抽象的な描き方ではなく、デッサンに近い描き方だった）、クライアントでもある。出会いはフリーマーケットで、麗二が持ってきた本物の仏像を「ここで売るよりネットで外国人マニアに売れば100倍になる」とアドバイスしたり「麗二くんの霊視と自分の画力で甘い汁をちゅうちゅう吸おう」などの発言をしている。そのため麗二には『自分ではなくお金にしか興味がない純粋な人』ということで一発で信用されている。
出演回数が増えるたびに非常にがめつい商売人キャラになっており、上記の仏像の話だったり「めぐみちゃんが一度着た服の方が売れる」、娘の人形を「呪いマニアには高く売れる」、フリマでも「似顔絵一人50万円」など金儲けに関しては娘をして「強欲でお金儲け第一主義」と思われているほど。
めぐみの誕生祝いに絵を送ったとあり、めぐみと香織の付き合い自体が、元は父同士が友人だったことに由来する。
立花家・母（現時点で名前は不明）
香織の母。夫や娘同様に穏やかな雰囲気の人物。
夫である立花画伯の絵が理解できるらしい。

#### 憂木家
憂木家・父（現時点で名前は不明）
尚弥と沙夜の父。職業は外科医でキャリア20年。
痩身の美形。登場時にはいつも柔らかな笑顔を浮かべているが、いささか非常識な行動を取ることが多い。娘の猟奇的嗜好を理解しているのか、小学校の自由研究に手術で摘出した臓器を提供したり、骨格標本や人体模型を贈ったりしている。
授業参観にはオペを放り出して参加したことも。
憂木家・母（現時点では名前は不明）
尚弥と沙夜の母。
10年程前に他界。詳細は不明だが、憂木家地下で遺体が保存されている疑いがある。
セーラちゃん
沙夜が自宅の地下室で飼っている謎の生物。脱皮する。登場はシルエットのみ。沙夜曰く「雑種」。
「ウキョキョキョキョ」という奇妙な鳴き声と複数の突起物が特徴。餌は解体した生肉。
散歩時には沙夜を痴漢から守りもする。だが、沙夜に後ろから噛みついた時の傷は明らかに重傷であり、危険性は極めて高い。一方、尚弥にはよく懐いており、基本的には噛みつかない。
沙夜によると、セーラの唾液はとても肌によく,撫でると頭がよくなるとのことである。

#### 増田家
増田福光（ますだ ふくみつ）
大企業の会長で世界的な大富豪。各国に別荘を所有しており、家にはなかなか帰ってこない。
世襲にこだわりはなく、息子たちは放任状態。女好きで常に数人の愛人を廻りに侍らしている。増田家の浮気体質の元祖で、息子達は全員異母兄弟である。ただし長男・佼介に異母弟達を紹介するのは流石に気が咎めたのか、2人共佼介へのクリスマスプレゼントという形を取っている。10年おきに弟がやってきたために、佼介はそろそろ四男が自分の前に現れるのではないかと危惧している。175cm。
自宅に勤務させている職員全員の名前を覚えていたり上下関係を全く気にしない気さくな性格。
佼介、凌介、京介の他に、「陽介」「良介」「英介」という息子がいる。
増田佼介（ますだ こうすけ）
増田家の長男。32歳。「犯罪者を追いつめるのが好きだから」という理由で刑事になった。ドSで、京介には破壊神と言われ、使用人達からは恐竜のように恐れられている。使用人達からの呼び名は「佼介様」。
7歳のX'masプレゼントにコルトS・A・Aをねだったほどのガンマニア。他にも銃器を多数不法所持している。
イラついた時はもちろん、遊びやテンションが上がった時でも常に所構わず発砲する癖があるため、使用人達は逆らったら殺されると恐れており、増田家三人兄弟の中で緊張度は最も高い。寝起きが悪く、毎朝使用人が起こしに行くと、イラついて発砲する（１ヶ月に一回は何事もなく起きるらしい）。そのため使用人がバルコニーから飛び降りて逃げる時の安全のために、部屋の下には巨大なマットが敷いてある。新人使用人には、佼介から逃げるためのルートが書かれた地図が配られる。
母親の違いなどを気にすることのない弟想いの良き兄であるが、接し方が微妙なため弟達からの反応は今一つ良くない。
女好きでありスーパーモデルクラスの女性達ばかりと付き合っている。しかし別れ方が手酷い物であるため、恨みから彼の命を狙う女性は多い。183cm。
実はバツイチで、結婚していた期間は1週間ほどとかなり短い。結婚した相手については武器商人の娘、父親を暗殺する為にライバル会社が送り込んだスパイ、連続殺人鬼、飛行機が無人島に墜落した際に無事だった普通のCAと救助されるまで一緒に過ごしただけで実は結婚していない、アマゾンの秘境に暮らす先住民族の女戦士等様々な噂がある。
持ち前のワイルドさが読者の女性のハートを打ち抜き、HIGH SCOREキャラクター人気投票において第17位を獲得。
増田凌介（ますだ りょうすけ）
増田家の次男。27歳。「死体を解剖するのが好きだから」監察医になった。佼介や京介の怪我は彼が診ている。
人肌が嫌いで、兄弟でもつれない態度を取りがち。しかしドMの京介はその冷たい態度故にとても懐いている。
仕事以外のことには全く興味がなく、服やメガネなど身に付けるものは全て使用人達が気を遣って毎日選んでいる。試しに京介のチャラチャラした服や着ぐるみなどを着せても、「どうでもいい」と切り捨て、そのまま仕事に行くほど。
作者のツイッターによる絵では、運動はほとんど出来ないが、メスを握ると動きのキレが良くなるらしい。
生きている女性に興味がないらしく、増田家で唯一女性に関する話がない。178cm。
メガネフェチの読者から多くの支持を受け、HIGH SCOREキャラクター人気投票において景織子と同率第18位を獲得。
メグミLOVE−2004（愛称：ロボ子、ポチ）
柴田秋良の愛が技術を越えて作ってしまったメグミ型ロボット。名々に続く『りぼん』本誌「読者キャラ募集」企画のグランプリキャラ。
2004とは2004年作成ではなく秋良が作成しためぐみ人形の2004体目という意味である。めぐみ本人はこのロボットの存在を知らない。
初期機能は、白衣を着用した人物の仕草を理解し、自律的に行動出来る人工知能を搭載。自在歩行の他、発話機能と音声認識で簡単な会話が可能だった。
京介に連れ去られた後、増田グループ系列会社のヒューマノイド開発研究室でカスタムアップされてからはより人間らしく会話が出来るようになり、以後増田家唯一のメイドになり、佼介の趣味で「ポチ」と名付けられた（京介からは「ロボ子」と呼ばれていたが、秋良から却下された）。増田家の人物などの情報は常に最新状態にアップデートされており、佼介の命令が最優先事項に設定されている。逆に京介は優先順位がもっとも低く、呼び方も呼び捨てになっている。また、秋良も専門家のそばで大事にされているのならと彼女の幸せを願い、涙ながらに身を引いた。
得意技はお色気殺法。佼介の強い意向で戦闘オプションを大量に装備しており、腕部には銃も内蔵。腕や脚を自在にのばすことができ、頭部にはシャワーが内蔵。どんな重いものでも一度に運ぶことが出来る。
めぐみをモデルとしているため、身長はめぐみと同じ160cm。
その美しい外見のため、増田家の使用人たちからの人気が非常に高く扱いは非常に良い。ポチに惚れ込んだ挙句本命の彼女と別れた者までいる（彼は現在ポチの専属スタイリストになっている）。ドレスルームまで用意されており、京介たち以上に多くの服を持っていて、ナース服やアメリカンウェイトレス風のコスプレをして働くこともある。6月には、オーダーメイドでウェディングドレスを発注するほどで、それらの服の費用は「ポチのドレスアップ基金（略してポっ金）」という使用人たちの有志によってまかなわれている（ボーナスを全額つぎ込む者までいる)。その愛されっぷりに京介がヤキモチを妬くこともしばしば。
新人使用人には、京介のいたずらでポチがロボットであることは知らされず、新人たちは当初彼女を人間だと勘違いをしている。
従順なめぐみのキャラが読者からの支持を受け、HIGH SCOREキャラクター人気投票においてミッキーと同率第15位を獲得した。
この人気投票のアンサー企画として、1位のめぐみと15位のミッキー・ポチとの描き下ろし4コマが「HIGE SCORE」内に描かれている。
使用人たち
増田家で雇われている使用人たち。父親や息子たちが女好きなため、全員男。雑用係からシェフ、研究員、ポチ専属スタイリストまでいる。増田家の兄弟たちの世話係にはそれぞれ担当が決まっていて、佼介、凌介、京介の順に緊張度は下がっていき、呼び名も「佼介様」、「凌介先生」、「京介さん」と違っている。兄弟たちの性格がそれぞれ違うため、担当によってスキルアップ出来る能力も変わってくる。使用人たち同士の仲は非常に良く、皆で映画鑑賞会をしたり、「オヤ女☆」を読んだりしている。また、「オヤ女☆」のキャラ人気投票では、面白半分に京介がモデルである益田に全員で投票している。
佼介担当
主な仕事は所構わず発砲する佼介の部屋の修繕。新人は寝起きの悪い佼介を起こす仕事を担当するが佼介が発砲してくるためかなり命懸け。くじ引きなどのテストをして流れ弾など絶対に当たらない「最高に運がいい男達」、運動神経が良い者が代々選ばれる（選ばれる時点で運が悪いがそれは禁句）。仕事の過酷さから使用人の中でも給料が一番高く、チーム内の結束も固い。
樫沢（かしざわ）
新人の玉木を指導している使用人。仕事に実直だが、本来初日に渡す地図（使用人が佼介から逃げるためのルートが書かれている）を渡すのを忘れるいい加減なところもある。
玉木厳（たまき げん）
佼介担当の新人使用人。通称タマ。佼介を起こしに行ったところ佼介から発砲される。仕事の過酷さに心が折れかけていたところ、ポチに心奪われやる気を取り戻す。その後、ポチと仲良くなろうとするが機械であるポチには通じず（ポチは嘘は言っていない）、泣きながらその場を去る。
凌介担当
主な仕事は仕事以外興味が無い主人の身の回りの世話全般。主人である凌介は何も気にしない人物であるため気楽と思われるが、主人が喜んでくれるという奉仕する側の喜びを求めない「尽くしても尽くしても見返りを求めない強い心が必要」とのこと。
春日（春日）
凌介担当の使用人。主人である凌介に対して特に忠誠心が強い。京介が凌介が普段着ないような派手な服をプレゼントしたところ、凌介は何も気にすることなく着用したことで他の使用人達共々心が折れ、凌介に数々のいたずらを仕掛けてみるが全く相手にされなかった。
京介担当
主な仕事は構われたがりな京介の話し相手、暇潰しの遊び相手。上の兄達とは違い京介の目の前で私語をしたり、使いっ走りにしたりなど、緊張感は無いに等しい。
尾崎
京介が幼い頃から務めている使用人。京介と長い付き合いであるせいか主人である京介に対して対応が雑なことがある。勘が鋭い面がある。女性好きで京介の家庭教師や外商と付き合っている（男ばかりの職場で女性と接点がある数少ない機会であろう）。
雪城（ゆきしろ）
増田家使用人兼雑用係。通称ゆっきー。
当主の福光から直で電話で命令を受ける時は、無茶ブリで無理難題な命令をされるため彼から電話が来るといつも緊張している。
ポチ専属スタイリスト
増田家使用人の1人。ポチを人一倍愛しており、ポチに惚れ込んだため、本命の彼女とは別れている。ポっ金でまかなった資金でポチの衣装を購入し、様々なコスプレをさせている。その異様な愛し様には、京介やほかの使用人たちも若干引き気味である。

#### 北条家
北条美華（ほうじょう ミカ）
リカの姉で人気モデル。22歳。
男は顔だけで選ぶ。我儘な性格（ゴンちゃん曰く、「めぐみに似てるというより、もろ めぐみタイプ」であり、ゴンちゃんの話を聞いた秋良は彼女の元にいたゴンちゃんを羨んでいた）。極度のナルシストであるゴンちゃんを唯一気持ち悪いと自覚させ、逃亡させた。
妹のリカも普段はパシリ扱いしているが、紙袋ちゃん（めぐみ）と友達になっているのをみて心配するなど、根は妹思いである模様。

#### 常盤津家
常磐津 一美（ときわづ ひとみ）
常磐津次郎の姉。弟とは全くの正反対でごく普通の平凡な女子大生。次郎とは1歳違い。
彼は姉とは「あまり交流がないために姉弟仲はそれほど良くない」と言っているが、彼女は人並みに弟を心配する素振りを見せている。
多感なお年頃だが変わった苗字と、次郎の名前が広まりすぎたために苗字をいうだけで次郎の姉というのがばれてしまい、全く恋愛が成就しない。
また過去に次郎が暴れ回っていた時期に、次郎にやられたメンバーが仕返しに絡んできたときには「自分が次郎に喧嘩を教えたから、自分は次郎より強い」という嘘をついて窮地を脱した経験がある。なお、この話は次郎の耳にも入っており、彼自身も姉が自分より強いと勘違いしている。そのため政宗からも人知れず尊敬されることになる。
登場時には、中学からの同級生と現在の次郎の様子について語り合う場面が多い。
HIGH SCOREキャラクター人気投票においては柴田秋良と同率第25位を獲得した。

### その他の人々
白鳥鞠生（しらとり まりお）/ ゴンちゃん
泉水の守護霊。通称「ちゃぶ台妖怪」。リカ曰く「キモちゃぶ（キモいちゃぶ台）」。
嵐士同様に泉水を偏愛している自称「愛の戦士」。その反面、めぐみと泉水が仲が悪いからという理由から、めぐみのことを毛嫌いしている。自分を政宗似の超美形と勘違いしている極度のナルシストで、生前は「数多の女を泣かせた悪い男だった」とのこと。
1日4回限定で人の顔に化けたり（ただしちゃぶ台部はそのまま）、人の体を乗っ取ったりすることも出来る。ただし、ずっと変身したままでいると6時間ほどで顔色が紫に変化し、皮膚から茶色の汁が漏れ出し、触角が生えてくる。また、尻の出し入れが自由自在。体の大きさも変えられる。呪文名は「ペロッチョのプゥ」
現在は修行の旅に出ているが、ちゃぶ台型の外見と人相が悪いため、行く先々で酷い扱いを受ける。
長い間秋良の家に居候していたが、その後一度リカの家に修行に行っていたがリカと姉・美華を恐れ、1週間で逃亡（そのため、ゴンちゃんはリカと美華に強いトラウマを抱いている）。現在は秋良の家を離れ香織の家で修業（居候）中であり、香織からは「マリーちゃん」と呼ばれている。
霊でありながら、アイドル事務所に自分の写真を貼って応募しようとしたり、電子機器を使いこなしYoutubeに動画をアップしたりなどかなり人間の生活に馴染んでいる。そのため秋良や香織には「霊のくせに･･･」と言われることが多い。
香織の部屋の壁には、泉水の写真を貼って「泉水フォトコーナー」を作って鑑賞している。
嵐士や泉水のことで香織と喧嘩することもあるが、香織の家の居心地の良さを気に入っており、追い出された時は嵐士の顔に化けて謝って中に入れてもらうなど健気な一面も見せる。香織の誕生日プレゼントを用意したり、嵐士の体に入って告白の練習に協力するなど、香織のことも気に入っており、なんだかんだで仲がいい。
作者の弟が考えたキャラ。9月19日生まれ。乙女座。19歳。A型。直径は10cm - ∞（ちゃぶ台部）
その理屈抜きのキャラクター性が読者から熱い支持を受け、HIGH SCOREキャラクター人気投票において第9位を獲得した。
吉田由起子（よしだ ゆきこ）
ミッキーの担当である編集者。23歳。童顔で小柄。
自他共に認めるマッチョ好きであり、少女マンガにも関わらず、事あるごとにマッチョを出そうとするため、「少女マンガの読者はマッチョなんか求めていない」等と、ミッキーとの対立が絶えない。
他のマンガ家に関してもミッキーと同様の調子で接しているが、文句は出ていないらしい。
ミッキーのヒット作「オヤジ女子高生☆」の発案者であり、『リボン』本誌の大物連載陣も複数手がけるなど、なかなかのやり手ぶりを発揮している。
女性キャラで唯一、京介に「もう女と話したくない」と、言わしめさせた強者。中学生の頃のあだ名は「たんぼ」（由来は「中学生の頃田んぼに自転車で突っ込んだから」）。
三浦さん
ミッキーの前任の担当編集者。吉田の上司。30代男性。
ミッキーのペンネーム「マドモアゼルゆみこ」の名付け親。
趣味はレース編みとお菓子作り。
メグミ
常盤津の元彼女。性格はわがまま、贅沢、遊び好きと性格のみめぐみに酷似している。
初期は厳つい体型をしていたが、登場を重なるごとにどんどん丸くなっている。
めぐみはまだ彼女を見たことがなく、常盤津と政宗の話から自分に似た美女だと勘違いしているため、密かなライバル心を燃やしている。
「500円玉を素手で曲げる」という特技を持つ。その証拠品の曲がった500円玉は今も常磐津が持っている。
なお、破局の原因は彼女に新しい男が出来たため。その乗り換えの速さすら、常盤津にとっては愛おしさを呼び起こす物らしい。
常盤津より4歳年上で現在22歳。
竜崎竜子（りゅうざき たつこ）
大阪在住の大門先生の母。年齢は58歳。
名々・めぐみロボ・有野好子先生に続き『りぼん』本誌の「読者キャラ募集」にて登場。
かなり心配性な性格で、なかなか結婚しない大門のためにお見合い写真を持って上京して来たが、そのお見合い相手にさえも不満を抱き、大門のきちんとしたマメさにさえも不安を抱いてしまうほどである。
「竜崎竜子」という自分の名前から竜2頭を自分のトレードマークにしている。
神様
神を称する霊的存在。口調は丁寧だがかなりの鬼畜。3巻に登場。
泉水から離れて修行に勤しむゴンちゃんのもとに現れた神。
彼の代わりに泉水を守護することとなったが、その体を奪ってめぐみへのアタックを繰り返した。後には麗二の体を乗っ取って藤原母子両方と「刺激的な楽しみ方をする」ことを目論み麗二の体を乗っ取るが、景織子からの嫌がらせに耐え切れず、2日で逃げ出すこととなった。
ゴンちゃんを歯牙にもかけないほどの高い能力を有する。その反面、「泉水の守護霊オーディション」と称して近辺の住民を爆殺しようとしたり、めぐみの彼というだけで政宗を銃殺しようとしたりと、その傍若無人振りは本作品の中でもトップクラス。
めぐお（仮）
もしもめぐみが男だったら…、という前提でめぐみ達の想像の中でのみ登場するキャラクター。
めぐみが男に生まれてきたとしたら生まれながらの美系の顔立ちは変わらず、それにチャラ男のイメージを追加している。
彼女を作るとしたら500人ほどらしい。だがめぐみと同じで自分が一番好きというナルシストなキャラは変わらない。
第一彼女にしたいのはリカが良いとのこと。幼なじみの香織は彼女の一人。えみかと沙夜はめぐお（仮）ですら手に負えない程の危険人物な女のため例外らしい。
泉水達曰く、男でもマザコンで景織子も取られるとのこと。それを麗二は非常に恐れていた。
想像のみのキャラクターだが、HIGH SCOREキャラクター人気投票においては第23位を獲得している。
えみお（仮）
もしもえみかが男だったら…、という前提でめぐみ達の想像の中でのみ登場するキャラクター。
男に生まれてきたとしたら兄の政宗に引けを取らないほどの美系の顔立ちと正反対の善良な中身を兼ね備えている。
えみか自身はもし男として生まれていたら、めぐみに一目惚れはすると思うが、めぐみは兄（政宗）と自分（えみお（仮））を二股かけるだろうなと思っている。
ミッキー曰く、「オヤ女☆ヒーローの竜次くんよりカッコいい」。
めぐみの想像の中でのえみお（仮）は最初は兄貴の彼女なんだから射程外、という理由でつっぱねるが最終的には兄に嫉妬し、めぐみの私物の匂いを嗅いだりしてしまうストーカー的な行動を取る変態キャラになってしまっている。
政子（仮）
もしも政宗が女だったら…、という前提でめぐみ達の想像の中でのみ登場するキャラクター。
えみかの想像の中での政子（仮）は政宗がそのまま女になった姿だが、政宗の想像の中では黒髪ロングヘアの容姿端麗な巨乳美女（えみか曰く、毒を持ってそうな感じ）。
京子（仮）
もしも京介が女だったら…、という前提でめぐみ達の想像の中でのみ登場するキャラクター。
ミッキーの想像の中では性格は京介のままであり、「読者もえみお（仮）もドン引きする」と述べている。だが、めぐお（仮）から大金目的に狙われてしまう。

#### クイーン会
「強さこそ美」がスローガンの水着女子格闘大会優勝者達。皆毎日の鍛練を欠かさない。
とも子
初代クイーン。モヒカンが特徴の主婦。通称雷のとも子。他のクイーン達に比べ体格差が大きいめぐみを庇うことを考えるなどクイーンの中でも良識的。第10回ビーチクイーンコンテストで優勝した。
まりあ
2代目クイーン。日米ハーフ。体格に見合わず俊敏な動きでめぐみを驚かせた。
クラリス
3代目クイーン。紙袋を被った謎の戦士。「フガフガフガ」と言葉に聞こえない言葉で喋るが、クイーン会の皆は言葉がわかる模様。自分と同じ誕生日の数字のロッカーの鍵を喜ぶ、とも子の子どもと遊ぶなど人間らしい一面がある。彼氏は猟師。
ララ
4代目クイーン。双子の姉の方。妹のリリとタッグを組み戦う。
リリ
5代目クイーン。双子の妹の方。姉のララとタッグを組み戦う。
ミサキ
6代目クイーン。トレーニング器具を開発、販売している女社長。第10回ビーチクイーンコンテストで2位に輝く。
みいな
7代目クイーン。地下アイドル。第10回ビーチクイーンコンテストでめぐみに水着を剥ぎ取られる。
さおり
9代目クイーン。スイーツが好きな大学生。第8回大会でめぐみに投げ飛ばされ負けた。常磐津と付き合っていたが、彼がしつこく500円玉をねじ曲げるのをねだるため「お金を大事に出来ない人とは付き合えない」という理由で別れた。
一見すると普通のヘアアクセサリーに見えるウエイトを作りフリマアプリで売っている。

## 漫画「オヤジ女子高生☆」
喜多川幹彦がマドモアゼルゆみこのペンネームで「リボン」にて連載している漫画。現在単行本が4巻まで刊行されている。
いわゆる逆ハーレムもの。
作中高い人気を誇る作品で、首引高3年男子の間でも流行中。政宗曰く「ありえないことだらけで面白い」。小学生もモコの物真似をして遊ぶなどしているが、フリガナは降られていない模様。
同雑誌に連載されているギャグ漫画『アニマル横町』の主人公・あみも作品を超えて「オヤジ女子高生☆」を愛読していた。

### 登場人物
星の宮モモコ（愛称：モコ）
声 - かないみか（「HIGH SCORE」アニメ） / 和仁美里（2019年）→野々山絵巳子（モコ(男)：長門三照 ）（共に、2021年 - 2023年）（りぼんチャンネルのまんが動画）
オヤジのような髭面の少女。なぜかモテモテで、現在恋人以外に何人ものイケメンにアプローチを受けている。
めぐみが想像して描いた、大門の素顔と同じ顔をしている。外見こそオヤジだが非常に乙女ちっくな性格。
普段はかなり丸い体格をしているものの、服を脱ぐと顔から下のスタイルは抜群である。
好物はミルクティーと苺のショートケーキ。毎朝の日課は髭剃り。
ありえないモテっぷりとキャラクターが読者の支持を集め、HIGH SCOREキャラクター人気投票において第20位を獲得した。
竜次くん（りゅうじくん）
声 - 沼澤龍一郎（2019年 - 2022年）（りぼんチャンネルのまんが動画）
近くの男子校に通うモコの恋人。
モコに惚れている。好きな色は「死んだ魚の目の色」。モコをナンパした男を殴り倒す、モコを守るためにパンツ以外の服を全てモコに着せるなどモコのためなら手段を選ばないところがある。モコ以外の人物には冷たいせいか読者の人気は低いらしい。
編集者である吉田の影響で、時折非常に筋肉質な体型になってしまうことも。
北川（きたがわ）
竜次にモコを紹介した幼馴染。
しかし後から自分もモコを好きだったと気付く。
里見敬斗（さとみ けいと）
声 - 長野嵩（2019年）→荒木命（2022年）（りぼんチャンネルのまんが動画）
生徒会長。父親は学園の理事長。
副会長と付き合っているような描写があり、この学園で自分の思い通りにならないものはないと、モコのことも手に入れようとするが、いつしか女遊びではなく本気でモコを好きになってしまう。
里見紘斗（さとみ ひろと）
声 - 黒井淳一（2022年）（りぼんチャンネルのまんが動画）
敬斗の弟。ボクシング部のエース。
モコを好きになり、敬斗に「モコのことだけは引かない」と宣言する。
新條先生（しんじょうせんせい）
声 - ツグノ（2019年）→常盤昌平（2022年）（りぼんチャンネルのまんが動画）
モコの数学教師。
教師でありながらモコを好きになってしまう。
益田（ますだ）
声 - 林祐人（2019年）→軍司高希（2022年）（りぼんチャンネルのまんが動画）
モデルは京介。本人とほくろの位置のみ左右逆である。下の名前は未発表だが、後にミッキーに「悲介（かなすけ）」と命名された。由来は「ブリーフを脱いだら死ぬ」という悲劇的な設定の男だからだとのこと。京介と同じく家は大金持ちで父親は女好き、兄が2人に住み込みの使用人が20人いる、という設定。
当初はお色気担当キャラだったが、途中から服を描く手間の省略を兼ねて、ブリーフ一枚になってしまう。作品の設定上では堅苦しい家への反抗、ということになっている。その後、京介の「バカっぽい」の一言でバカ担当キャラへと変更される。通称「ブリーフ益田」。
モコにちょっかいを出すものの本命の彼女は別にいる（彼女のモデルはえみか）。ただし9巻では「モコのことで頭がいっぱい」と発言しているため、彼もまたモコにかなり惹かれているようである。
10巻ではオヤ女の人気投票が行われ、男子の部において竜次を抑えて1位を獲得し、全体でもモコに次いで2位となり彼を主役とした番外編も作られることとなった。ただし、この人気投票の得票総数は明らかになっていないが、その内の48票は増田家使用人からの面白半分の身内票である。
雅宗センパイ（まさむねせんぱい）
モデルは政宗。本人の容姿そのままである。
作中唯一、モコのことを本名「モモコ」で呼ぶキャラクターとして設定されている。
当初はワイルドなオレ様系男子としてモコに迫る予定だったが、政宗の家庭的な一面を目の当たりにしたミッキーにより、不良ながらも"オカン"的なキャラクターとなった。また彼を主役とした番外編「オカン男子高生★」も作られることに。
メリー
モデルはめぐみ（本人はそのことに気付いていない）。
モコほどではないが男子にモテモテ。だが性格はめぐみ曰く「サイアク」で「とりえは顔と胸だけ」とのこと。
男遊びは激しいが、一応本命彼氏がいる。
ミキ
竜次を好きだったごく普通の少女。
恋敵のモコとふとしたことから親友になり、憧れてモコのファッション（髭含む）を真似た。その後益田たちに言い寄られている。
ミス・カロリーナ
モコのベッドに置いてある特徴的な眼差しを持つウサギのぬいぐるみ。
モコが眠る際にはミス・カロリーナと一緒に眠っている。
作中でもほとんど登場していないキャラクターだが、HIGH SCOREキャラクター人気投票においては第24位を獲得している。
モコのパパ
公式ファンブック「HIGE SCORE」内の描き下ろし漫画「オヤジ女子高生☆」にて初登場。
映画監督。製作した映画に登場する女性はモコがモデルらしい。娘のモコに対してはかなりの心配性。モコと同じ部分に髭が生えている。
モコのママ
公式ファンブック「HIGE SCORE」内の描き下ろし漫画「オヤジ女子高生☆」にて初登場。
元女優で現在はデザイナー。モコと同じ場所にリボンをつけている。
倉石真夜斗（マヤ）
声 - 成島舞（2021年）→水澤茂生（2023年）（りぼんチャンネルのまんが動画）
竜次のクラスメイトで竜次のことが好き。趣味は黒魔術。黒魔術でモコを男性化させることでモコと竜次の仲を引き裂こうとしたが逆に2人の絆を深めてしまった。後日、モコの格好をして竜次に告白したがこっぴどく振られた。
女性のように描かれているが、作者は竜次が男子校に通っていることを忘れており、体は男だが心は女性で親の意向で男子校に入学したという設定が付け加えられた。

## 登場団体

### 首引高校関係
首引高校
物語の主な舞台。各学年10クラス（A〜J組まで確認）ほど設置されている。良くも悪くも普通の高校だが、問題児も多く騒ぎが絶える日はない。
校長は未登場だが、めぐみにいじめられているという描写が度々現れている。
体育祭や文化祭などの学校行事や部活動も盛ん。
文化祭前には恒例行事として、首引高校三大美少女・三大美男子を決める投票も行われており、めぐみ・沙夜・リカ、政宗・嵐士・織田（※名前のみの登場）がそれぞれ該当している。
服装や持ち物・頭髪検査なども行われており、違反者には反省文などの罰則がある。偏差値は高めだが、試験はマークシートで面接もないため、めぐみや政宗のように学力に非常に難のある生徒が合格することもある。
演劇部
現在のところ、最も出番の多いクラブ。部長は常盤津で、香織や名々が所属。
その他の部員は10名程度で、演目によっては助っ人を募る。
めぐみは部外者だが、香織の頼みを断りきれず、事実上部員同然の待遇。
「腐乱ロミオと血まみれジュリエット」など、常盤津の発案による風変わりな演目が多いが、部員達は嬉々として活動しており、めぐみの客寄せ効果もあるとはいえ観客動員数も良好の様子。
空手部
部長は政宗。新歓に際してはめぐみのコスプレで部員を募るため、大所帯だがほどなく彼女の正体に気付いて落胆する者が多数である。もちろんその後の取り消し・退部などは禁止。
現在、1年・2年は全員めぐみとの直接対決に敗れ、彼女の「軍門」に下っている状態である。
応援部
嵐士が副部長として所属。毎年「殴り合いっこ」で部長・副部長を決めるという危険なクラブ。
副長・嵐士は部活時には鬼のように厳しくなるため、カナヅチの部員をプールに叩き込むなど、その練習内容もかなり危険である。
テニス部
泉水が所属。連載初期には部長（男）が泉水に想いを寄せている、との描写があった。
また、合宿に泉水を参加させなかったこともあるが、香織は泉水が可愛すぎて他の部員が練習に集中できないから、と推測している。
弓道部
えみか、京介が所属。女子部員の多くが京介の被害者であるため、一時期は彼が入室するだけで女子全員から弓を射掛けられるという状態の時もあった。
生物部
さよが所属。夏休みには連日のように解剖実験をしている。
裏写真部
泉水の写真を筆頭に1枚200円から売られている謎と怪しさ満点の部活動。部員なども明らかになっていない。

### その他
勧楽寺
麗二が住職をしている寺。その割には『何度拭いても拭ききれない天井裏の血の跡』があるなど、怪奇現象が起こることが多い。
前住職・綺壱は現在老師と呼ばれている。世襲。住職親子を含め誰一人として剃髪していないのが特徴。
若い修行僧も数名登場しているがあまり真面目に修行している様子はない。だが、麗二の霊能力を頼る政財界の大物たちは多い。
老師不在時には麗二によるリサイタルコンサートや墓場でX'masパーティなどが開かれている。その際寺の名称が「麗二様を崇拝する会。」に書きかえられたこともある。
カラオケBOX（店名不明）
えみか・政宗がバイトしているカラオケ店。たびたびめぐみ達も遊びに来ている。1階はゲーセンフロアで5階はビリヤードフロア。
京介も採用されたが、女性問題で1日でクビ。その日の女子バイトは全員辞めたため、一時期は男子バイトばかりという時期もあった。なお、店長は気弱そうな中年男性で、政宗の微笑みに完全に魅了されてしまっている。

## 書誌情報

### コミックス
- 津山ちなみ 『HIGH SCORE』 集英社 〈りぼんマスコットコミックス〉、既刊24巻（2025年7月25日現在）
  1. 1999年3月15日発売[4]、ISBN 978-4-08-856135-6
  2. 2000年10月13日発売[5]、ISBN 978-4-08-856233-9
  3. 2002年8月6日発売[6]、ISBN 978-4-08-856395-4
  4. 2003年11月14日発売[7]、ISBN 978-4-08-856505-7
  5. 2005年8月12日発売[8]、ISBN 978-4-08-856629-0
  6. 2007年7月13日発売[9]、ISBN 978-4-08-856755-6
  7. 2008年7月15日発売[10]、ISBN 978-4-08-856824-9
  8. 2009年7月15日発売[11]、ISBN 978-4-08-856897-3
  9. 2010年7月15日発売[12]、ISBN 978-4-08-867062-1
  10. 2011年7月15日発売[13]、ISBN 978-4-08-867130-7
  11. 2012年7月13日発売[14]、ISBN 978-4-08-867209-0
  12. 2013年7月12日発売[15]、ISBN 978-4-08-867277-9
  13. 2014年7月15日発売[16]、ISBN 978-4-08-867329-5
  14. 2015年7月24日発売[17]、ISBN 978-4-08-867377-6
  15. 2016年7月15日発売[18]、ISBN 978-4-08-867422-3
  16. 2017年7月25日発売[19]、ISBN 978-4-08-867277-9
  17. 2018年7月25日発売[20]、ISBN 978-4-08-867329-5
  18. 2019年7月25日発売[21]、ISBN 978-4-08-867377-6
  19. 2020年7月22日発売[22]、ISBN 978-4-08-867422-3
  20. 2021年7月21日発売[23]、ISBN 978-4-08-867627-2
  21. 2022年7月25日発売[24]、ISBN 978-4-08-867675-3
  22. 2023年7月25日発売[25]、ISBN 978-4-08-867723-1
  23. 2024年7月25日発売[26]、ISBN 978-4-08-867764-4
  24. 2025年7月25日発売[27]、ISBN 978-4-08-867809-2
- 『HIGE SCORE - HIGH SCORE スペシャルFUNブック』 2010年7月15日発売[28][注 11]、ISBN 978-4-08-867066-9
- 『アニメDVDつき傑作選コミックス みんなのHIGH SCORE』 2012年3月15日発売[29]、ISBN 978-4-08-908152-5

### アンソロジー
- 『りぼん新人まんが家デビュー作集 8 50年目のHearty cake 池野恋・編[注 12]』、集英社〈りぼんマスコットコミックス〉
  - 1995年6月1日発売、ISBN 978-4-08-853804-4
  - HIGH SCORE（『りぼん』1994年夏休みおたのしみ増刊号、デビュー作）
- 『東日本大震災チャリティー漫画本 PARTY! HANA[注 13][30]』、メディアパル
  - 2011年8月5日発売[31]、ISBN 978-4-89610-201-7
  - HIGH SCORE〜男女逆にしてみました〜[32]

### 単行本未収録作品
- HIGH SCOREホラー番外編（『りぼん』2021年7月号別冊ふろく『怖いりぼん』）

## テレビアニメ
2011年11月より2012年1月まで、キッズステーションにて放送。また、2012年3月にはTwellVでも放送。

### スタッフ
- 原作 - 津山ちなみ
- 監督 - 栗原ハジメ
- シリーズ構成・クリエイティブアドバイザー - 谷東
- 企画 - 鈴木晴彦
- 脚本 - 石塚和美
- 作画監督 - 佐藤充夫
- キャラクターデザイン - 金井裕子
- 音楽 - SLF!!
- 音響監督 - はたしょう二
- 録音 - 八巻大樹
- 録音スタジオ - studio Don Juan
- キービジュアル - 西村恭平
- アニメーション制作 - DLE
- 製作 - 集英社

### 主題歌
主題歌「Sweetholic」
作詞・作曲 - SLF!! / 歌 - その名はスペィド

### 各話リスト
| 話数 | サブタイトル                             | 作画                                         | 放送日          |
| ---- | ---------------------------------------- | -------------------------------------------- | --------------- |
| #1   | めぐみ x 政宗 ビューティビースト         | 國領恵実香、候博                             | 2011年 11月28日 |
| #2   | えみか x 京介 ドラマッチックバイオレンス | 山脇光太郎、鈴木隆輔 國領恵実香、候博        | 12月5日         |
| #3   | きょうこ x 麗二 キモイズム♪              | 山脇光太郎、斎藤晃弘 西田司、國領恵実香 候博 | 12月12日        |
| #4   | 泉水 x 嵐士 ニャンダフルソーセージ       | 山脇光太郎、斎藤晃弘 西田司、國領恵実香 候博 | 12月19日        |
| #5   | さよ プラナリック・ラブ                  | 山脇光太郎、斎藤晃弘 西田司、國領恵実香 候博 | 2012年 1月9日   |
| #6   | 常磐津 x 政宗 ヒラヒラプリンス           | 鈴木隆輔、候博                               | 1月16日         |
| #7   | りか x 紙袋めぐみ ガール ミーツ マスク   | 鈴木隆輔、候博                               | 1月23日         |
| #8   | ミッキー x みんな ラブスコア             | 鈴木隆輔、西田司 候博                        | 1月30日         |

### 放送局
| 放送地域 | 放送局             | 放送期間                       | 放送日時           | 放送系列 | 備考                                                           |
| -------- | ------------------ | ------------------------------ | ------------------ | -------- | -------------------------------------------------------------- |
| 日本全国 | キッズステーション | 2011年11月28日 - 2012年1月30日 | 月曜 20:56 - 21:00 | CS放送   | リピートあり                                                   |
| 日本全国 | TwellV             | 2012年3月2日 - 3月23日         | 金曜 7:00 - 7:30   | BS放送   | 『キッズステーション・タイム』内 2話連続放送、リピート放送あり |